# Emil Pălăngeanu
Emil Pălăngeanu (n. 31 ianuarie 1891, Adjud, Vrancea - d. între 23 ianuarie și 4 februarie 1953, Capul Midia) a fost un general român, decedat în închisoare.

## Biografie
A absolvit Școala Militară de Ofițeri în 1911. În anul 1913, fiind un tânăr ofițer, a fost selecționat, împreună cu fratele său, Nicolae, pentru a face parte din primele unități românești de schiori și trupe mobile de munte, foarte necesare, având în vedere în apropierea izbucnirii Primului Război Mondial. Frații Pălăngeanu au fost trimiși în Suedia, la pregătire, iar când au revenit în țară au format nucleul viitorului Regiment de Vânători de Munte, a cărui eficacitate avea să se confirme în timpul războiului și ulterior. Pentru meritele lor din război, cei doi frați au fost decorați cu Ordinul Mihai Viteazul.
A fost decorat cu Ordinul „Mihai Viteazul”, clasa III, pentru modul cum și-a condus compania din Regimentul 3 Vânători în timpul Operației de apărare a trecătorilor din Munții Carpați, din toamna anului 1916.
„Pentru vitejia și avântul cu care a comandat compania în luptele din 1916, la Boldogvaros, La sita Buzăului și la Gura Siriului, unde atacând la baionetă o companie inamică a distrus-o luîndu-i un rest de 40 de oameni prizonieri. Tot astfel a luptat la Mălaia impotriva unor forțe dușmane covârșitoare.”
Înalt Decret no. 611 din 21 iulie 1917:p. 87
În perioada interbelică, cei doi s-au dedicat instruirii tineretului românesc, prin educație fizică. În acest scop, Emil Pălăngeanu împreună cu Nicolae Pălăngeanu și Victor Bădulescu au înființat pe 17 iunie 1923 Oficiul Național pentru Educație Fizică. De asemenea, Emil Pălăngeanu a fost președinte al Federației Române de Atletism în anii 1933 - 1935 și 1939 - 1940.
Emil Pălăngeanu era aghiotant regal și profesor la clasa specială a Marelui Voievod de Alba-Iulia, viitorul Rege Mihai I, cu care ținea orele de educație fizică. În același timp, era și cadru didactic la Institutul Militar de Educație Fizică. A fost înaintat la gradul de colonel la 10 mai 1934 și la gradul de general de brigadă la 10 mai 1941.
Generalul adjutant Emil Pălăngeanu a fost numit la 23 decembrie 1941 în funcția de comandant al organizației Munca Tineretului Român.
În perioada 1941-1944 Emil Pălăngeanu a condus organizația Munca Tineretului Român,  iar în 1944 a fost numit inspector cu pregătirea premilitară.

## Cariera militară
- La 31 martie 1929 a fost înaintat la gradul de locotenent-colonel[7]
- La 10 mai 1934 a fost înaintat la gradul de colonel[7]
- La 10 mai 1941 a fost înaintat la gradul de general de brigadă[7]

După instalarea guvernului Petru Groza, generalul de brigadă Emil Pălăngeanu a fost trecut din oficiu în poziția de rezervă, alături de alți generali, prin decretul nr. 860 din 24 martie 1945, invocându-se legea nr. 166, adoptată prin decretul nr. 768 din 19 martie 1945, pentru „trecerea din oficiu în rezervă a personalului activ al armatei care prisosește peste nevoile de încadrare”.

## Condamnarea
Pălăngeanu a fost arestat la 15 august 1952, în vârstă de 61 de ani, judecat și a condamnat la 60 de luni de muncă forțată, sub acuzația de "activitate dușmănoasă împotriva regimului democrat". A fost deținut în lagărul de la Capul Midia, unde a decedat după Crăciunul anului 1952, se pare că între 23 ianuarie și 4 februarie 1953. Trupul neînsuflețit i-a fost depus în stiva de cadavre din magazia de stuf a Midiei, unde așteptau examenul medicului civil, care trebuia să confirme moartea celor exterminați prin muncă forțată.

## Decorații
- Ordinul „Mihai Viteazul”, clasa III, 21 iulie 1917[4]:p. 97